# 高植
高植（?—?），字槐堂，浙江武康（今浙江德清）人，清朝政治人物。

## 生平
雍正乙卯（1735年）舉人，乾隆丁巳（1737年）進士。
1762年接替刘伯壎任奉贤县知县一职，1762年由吴家驹接任。
高植宰德興縣，調知德化縣，擢揚州清軍同知，改通判，權知奉賢縣，後任江寧南捕通判，病卒，壽六十七。
著有《來復集》二卷、詩文若干。